# Olympische Zomerspelen 1952
De Olympische Zomerspelen van de XVe Olympiade werden in 1952 gehouden in Helsinki, Finland. Helsinki werd verkozen boven Amsterdam en vijf Amerikaanse steden op 21 juni, 1947 op het veertigste IOC-congres. De spelen waren eerder in 1940 toegekend aan Helsinki, maar deze konden vanwege de Tweede Wereldoorlog geen doorgang vinden.

## Hoogtepunten
- Het Finse publiek reageerde zeer enthousiast toen de Finse atletiekhelden Paavo Nurmi en Hannes Kolehmainen samen het olympische vuur ontstaken.
- Voor het eerst deed er een team van de USSR mee aan de Spelen. Het eerste goud werd gewonnen door Nina Romasjkova bij het vrouwen discuswerpen. Het USSR vrouwen gymnastiekteam begon haar reeks van acht achtereenvolgende overwinningen.
- De Finnen wilden alle geschillen met de Sovjet-Unie uit de weg gaan en gingen in op alle eisen van de Sovjets: er werd een apart olympisch dorp voor hen gebouwd in Otaniemi en ze beschikten over een apart trainingsstadion. De eerste contacten tussen de Sovjets en de andere atleten verliep zeer stroef, maar toen de Amerikaan Bob Richards het polsstokhoogspringen won met 4 meter 55 waren de Sovjets de eersten om hem geluk te wensen en te omhelzen. Vanaf dan was het ijs gebroken en de verbroedering was een feit.
- Nadat ze bij de spelen van 1948 niet mee mochten meedoen, waren Duitsland en Japan voor het eerst weer uitgenodigd. Voor Duitsland namen alleen atleten uit de Bondsrepubliek deel aan deze Spelen.
- De regels bij de paardensport werden aangepast zodat ook niet-militairen deel konden nemen. Ook vrouwen waren niet langer van deelname uitgesloten. De Deense Lis Hartel werd de eerste vrouw die een medaille wist te winnen.
- Het zijn de Spelen van Emil Zátopek met driemaal goud: de 5000 meter, de 10.000 meter en de marathon. Niemand had echter de deelname van Zatopek op de marathon serieus genomen, aangezien hij nog nooit aan zo een wedstrijd had deelgenomen. Op training had hij echter wel al meerdere malen deze afstand gelopen. Het gevolg was dat ook op de marathon, net zoals op de andere langeafstandsnummers, Zatopek alle anderen overklaste. Toen de tweede op de marathon, de Argentijn Reinaldo Gorno, over de eindmeet kwam, had Zatopek al meer dan honderd handtekeningen uitgedeeld.
- Voor de eerste maal won een Luxemburger een gouden medaille: Josy Barthel versloeg op de 1500 meter alle concurrenten, waaronder de favoriet, de Brit Roger Bannister.
- De Amerikaan Robert Mathias wist als eerste atleet zijn titel op de tienkamp te verlengen.

## Sporten
Tijdens deze Spelen werd er gesport in 19 disciplines binnen 17 sporten. Handbal en Honkbal waren demonstratiesporten.

## Deelnemende landen

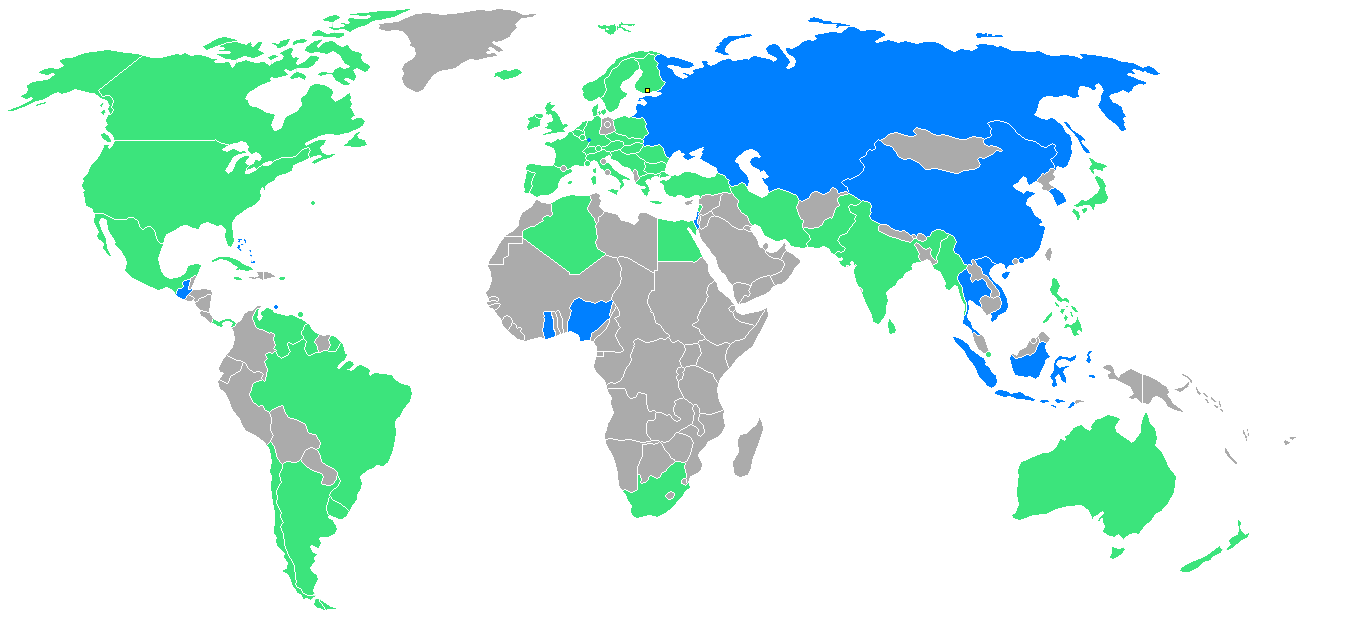

Er deden 69 landen mee aan de sportwedstrijden op de Spelen. Dertien landen debuteerden: de Bahama's, China, Goudkust, Guatemala, Hongkong, Indonesië, Israël, de Nederlandse Antillen, Nigeria, Saarland, de Sovjet-Unie, Thailand en Vietnam. De Finse organisatie had het Chinees Olympisch Comité uitgenodigd om aan de Spelen deel te nemen maar als gevolg van de Chinese Burgeroorlog was dit Comité verdeeld en zowel de Volksrepubliek China als de Republiek China gingen op de uitnodiging in. Het IOC besloot vervolgens om beide China's toe te laten, maar de Republiek trok zich daarop terug, drie dagen voor het begin van de Spelen. Het Duitse NOC, zoals dat voor de Tweede Wereldoorlog bestond, bestond nog steeds en was nog niet gesplitst in een West- en Oost-Duits NOC. Dit zou pas vanaf 1968 het geval zijn. Tot die tijd kwam een verenigd Duits team in actie. In 1952 onder de naam "Duitsland" en vervolgens als "Duits eenheidsteam". Oost-Duitsland wilde in 1952 niet in een verenigd Duits team deelnemen. Daardoor bestond in 1952 het team alleen uit West-Duitsers. Haïti werd alleen in de kunstwedstrijden vertegenwoordigd.

### Belgische prestaties
- De twee Belgische atletiekmedaillewinnaars van 1948 kwamen niet meer aan de bak: Gaston Reiff, die op het einde van zijn sportcarrière zat, werd volledig weggedrukt in de finale van de 5000 m en Etienne Gailly was niet aanwezig omdat hij op dat moment met zijn regiment, de Belgische paracommando's, voor de Verenigde Naties in Korea vocht.
- De wielrenners hielden de Belgische eer hoog en wonnen twee gouden en één zilveren medaille. In de individuele wegwedstrijd won André Noyelle voor zijn ploegmaat Robert Grondelaers. België haalde ook nog de gouden medaille in het ploegenklassement dankzij de vierde plaats van Lucien Victor.
- In het roeien eindigden Bob Baetens en Michel Knuysen tweede na de Amerikanen in de twee zonder stuurman.

Medailles
| Medaille   | Winnaar            | Onderdeel                              |
| ---------- | ------------------ | -------------------------------------- |
| Goud (2)   | André Noyelle      | wielrennen, wegwedstrijd - individueel |
| Goud (2)   | Heren wielrenteam  | wielrennen, wegwedstrijd - teams       |
| Zilver (2) | Robert Grondelaers | wielrennen, wegwedstrijd - individueel |
| Zilver (2) | Heren team         | roeien, twee zonder stuurman           |

### Nederlandse prestaties
- De Spelen vallen erg tegen voor Fanny Blankers-Koen, de koningin van de spelen van 1948. Zij wordt gehinderd door een steenpuist op een vervelende plaats. Ze valt uit op de 100 meter en moet in de finale van de 80 meter horden al na de eerste horde opgeven.
- Puck Brouwer wordt verrassend tweede op de 200 meter (atletiek).
- Nederland is favoriet bij het mannen waterpolo, de Nederlanders winnen met 3-2 van Joegoslavië in de voorronde. De Joegoslaven dienen echter protest in, dit wordt gehonoreerd en de wedstrijd moet worden overgespeeld. Nederland verliest met 2-1 en is uitgeschakeld.

Medailles
| Medaille   | Winnaar               | Onderdeel                  |
| ---------- | --------------------- | -------------------------- |
| Zilver (5) | Heren team            | hockey                     |
| Zilver (5) | Dames estafette-ploeg | zwemmen, 4x100 m vrij slag |
| Zilver (5) | Puck Brouwer          | atletiek, 200m             |
| Zilver (5) | Geertje Wielema       | zwemmen, 100m rugslag      |
| Zilver (5) | Hannie Termeulen      | zwemmen, 100m vrije slag   |

### Nederlands-Antilliaanse prestaties
De Nederlandse Antillen werden alleen vertegenwoordigd door het 'nationale' voetbalelftal. Het speelde een wedstrijd welke met 1-2 werd verloren van Turkije.

## Medaillespiegel
Er werden 459 medailles uitgereikt. Het IOC stelt officieel geen medailleklassement op, maar geeft desondanks een medailletabel ter informatie. In het klassement wordt eerst gekeken naar het aantal gouden medailles, vervolgens de zilveren medailles en tot slot de bronzen medailles.
In de volgende tabel staat de top-10 en het Belgische en Nederlandse resultaat. Het gastland heeft een blauwe achtergrond en het grootste aantal medailles in elke categorie is vetgedrukt.
Zie de medaillespiegel van de Olympische Zomerspelen 1952 voor de volledige weergave.
| Plaats | Land              | NOC | Goud | Zilver | Brons | Totaal |
| ------ | ----------------- | --- | ---- | ------ | ----- | ------ |
| 1      | Verenigde Staten  | USA | 40   | 19     | 17    | 76     |
| 2      | Sovjet-Unie       | URS | 22   | 30     | 19    | 71     |
| 3      | Hongarije         | HUN | 16   | 10     | 16    | 42     |
| 4      | Zweden            | SWE | 12   | 13     | 10    | 35     |
| 5      | Italië            | ITA | 8    | 9      | 4     | 21     |
| 6      | Tsjecho-Slowakije | TCH | 7    | 3      | 3     | 13     |
| 7      | Frankrijk         | FRA | 6    | 6      | 6     | 18     |
| 8      | Finland           | FIN | 6    | 3      | 13    | 22     |
| 9      | Australië         | AUS | 6    | 2      | 3     | 11     |
| 10     | Noorwegen         | NOR | 3    | 2      | 0     | 5      |
|        |                   |     |      |        |       |        |
| 14     | België            | BEL | 2    | 2      | 0     | 4      |
|        |                   |     |      |        |       |        |
| 29     | Nederland         | NED | 0    | 5      | 0     | 5      |

Atletiek · Basketbal · Boksen · Gewichtheffen · Hockey · Honkbal (demonstratie) · Kanovaren · Moderne vijfkamp · Paardensport · Roeien · Schermen · Schietsport · Schoonspringen · Turnen · Voetbal · Waterpolo · Wielersport · Worstelen · Zeilen · Zwemmen
Argentinië · Australië · Bahama's · België · Bermuda · Birma · Brazilië · Brits-Guiana · Bulgarije · Canada · Ceylon · Chili · China · Cuba · Denemarken · Duitsland · Egypte · Filipijnen · Finland · Frankrijk · Goudkust · Griekenland · Groot-Brittannië · Guatemala · Hongarije · Hongkong · Ierland · IJsland · India · Indonesië · Iran · Israël · Italië · Jamaica · Japan · Joegoslavië · Libanon · Liechtenstein · Luxemburg · Mexico · Monaco · Nederland · Nederlandse Antillen · Nieuw-Zeeland · Nigeria · Noorwegen · Oostenrijk · Pakistan · Panama · Polen · Portugal · Puerto Rico · Roemenië · Saarland · Singapore ·  Sovjet-Unie · Spanje · Thailand · Trinidad en Tobago · Tsjecho-Slowakije · Turkije · Uruguay · Venezuela · Verenigde Staten · Vietnam · Zuid-Afrika · Zuid-Korea · Zweden · Zwitserland
Olympische Zomerspelen
Olympische Winterspelen
Gerelateerd
Olympische Jeugdspelen · Paralympische Spelen · Deaflympische Spelen · Special Olympic World Games
IOC · COA · BOIC · NOC*NSF · NAOC · SOC
- Gemeinsame Normdatei: 16187291-8
- Library of Congress Control Number: n92087240
- Nationale Bibliotheek van Tsjechië: xx0150461
- Nationale Bibliotheek van Israël: 987007394744305171
- Virtual International Authority File: 268799146